# 艦砲

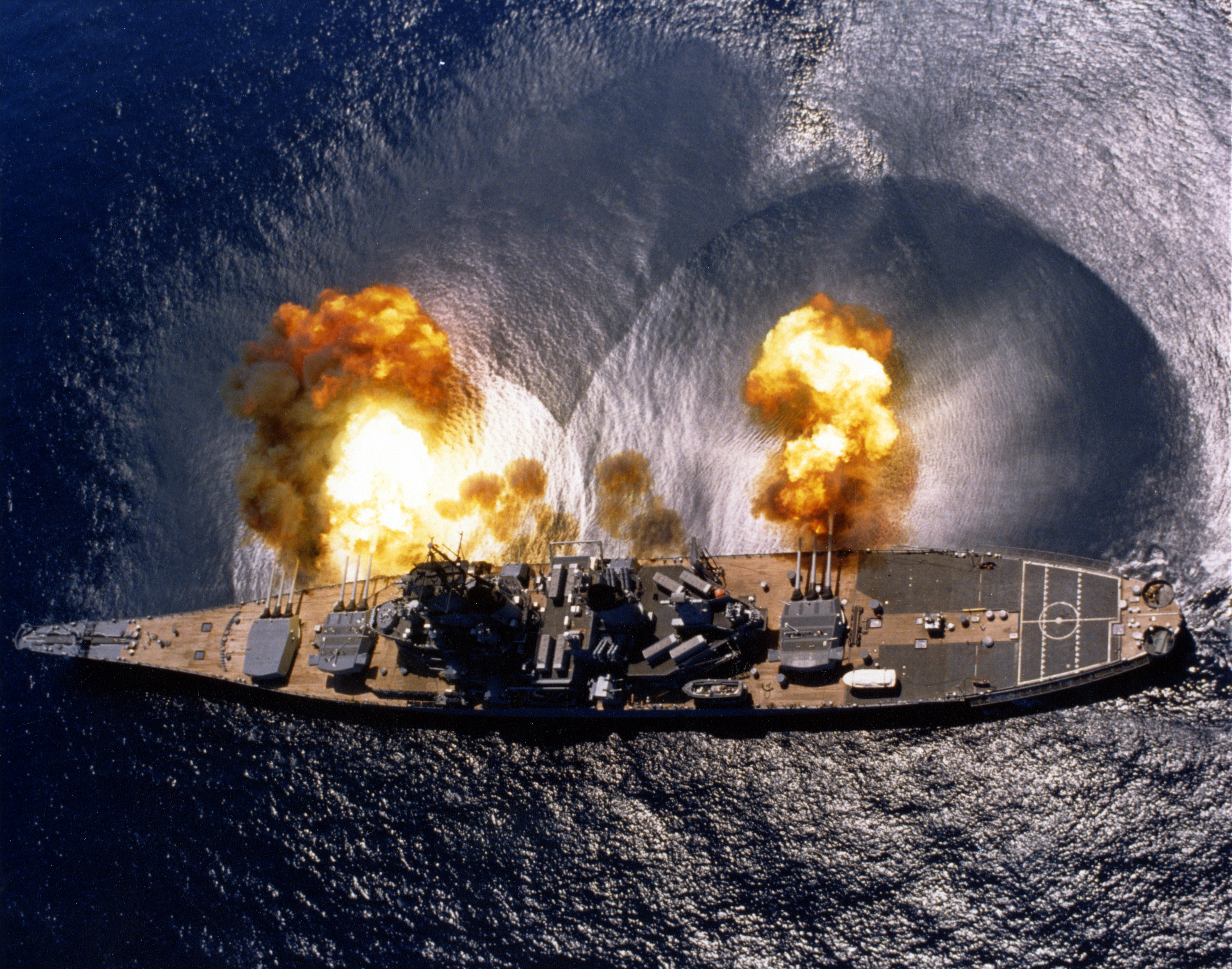
戦艦「アイオワ」による艦砲射撃 (1984年)

艦砲（かんぽう、英語: Shipboard gun）は、艦船に搭載された火砲のこと。

## 概史

### 黎明期
火砲が艦船に搭載されて艦砲として用いられるようになったのは14世紀からとされている。イギリス海軍では、1338年6月の時点で、「クリストファー・オブ・ザ・タワー」に薬室付き鉄製砲3門、「バーナード・オブ・ザ・タワー」に鉄製砲1門、「メリー・オブ・ザ・タワー」に薬室2個付き鉄製砲1門と薬室1個付き青銅製砲1門を搭載していたほか、王の乗艦のために鉄製砲1門を保管していたことが記録されている。
当時の大砲は決して船を破壊したり沈めたりするものではなく、弓と同じように人間を殺傷することを目的とした兵器であった。百年戦争中の1340年に戦われたスロイスの海戦では、双方ともに火砲を装備していたが、主な戦闘は白兵戦であった。その後、大航海時代の到来とともに航洋性・輸送能力の向上が求められるようになり、15世紀末にキャラック船が登場、16世紀にはガレオン船に発展したが、これらは火砲の搭載能力にも優れていた。商船と軍艦の分化が進むのに伴い、17世紀には戦列艦やフリゲートが登場したが、これらも造船技術的にはガレオン船の延長線上にあった。一方、地形が複雑で風向きの安定しない地中海では古代以来のガレー船が長く使われ続けたが、この船型では船腹は櫂を扱う漕手によって占められており、火砲の積載場所は主に船首尾に限定されたため、搭載数は限られた。
当初用いられていた火砲は組立砲 (Built-up gun) と呼ばれる形式で、錬鉄製の角棒を円筒形に並べたり短い円筒を前後に並べたりして砲身を作成し、その後尾に火薬を詰めた薬室を繋ぐものであった。蛇型長身砲（serpentine gun）もこの一種であり、第五次イタリア戦争中の1545年に沈没した「メアリー・ローズ」にも搭載されていた。一方、当時のイングランド国王であったヘンリー8世は、攻城砲を艦載化すれば船体をも破壊できると着想して王室のジェイムズ・ベイカー造船技師長に検討を指示しており、同1545年8月15日には「ミストレス」と「アン・ギャラント」に搭載された砲がフランスのガレー船団に対して実戦投入されて戦果を挙げているが、これは対艦兵器としての艦砲の嚆矢であった。

### 鋳造砲の普及 (16－18世紀)

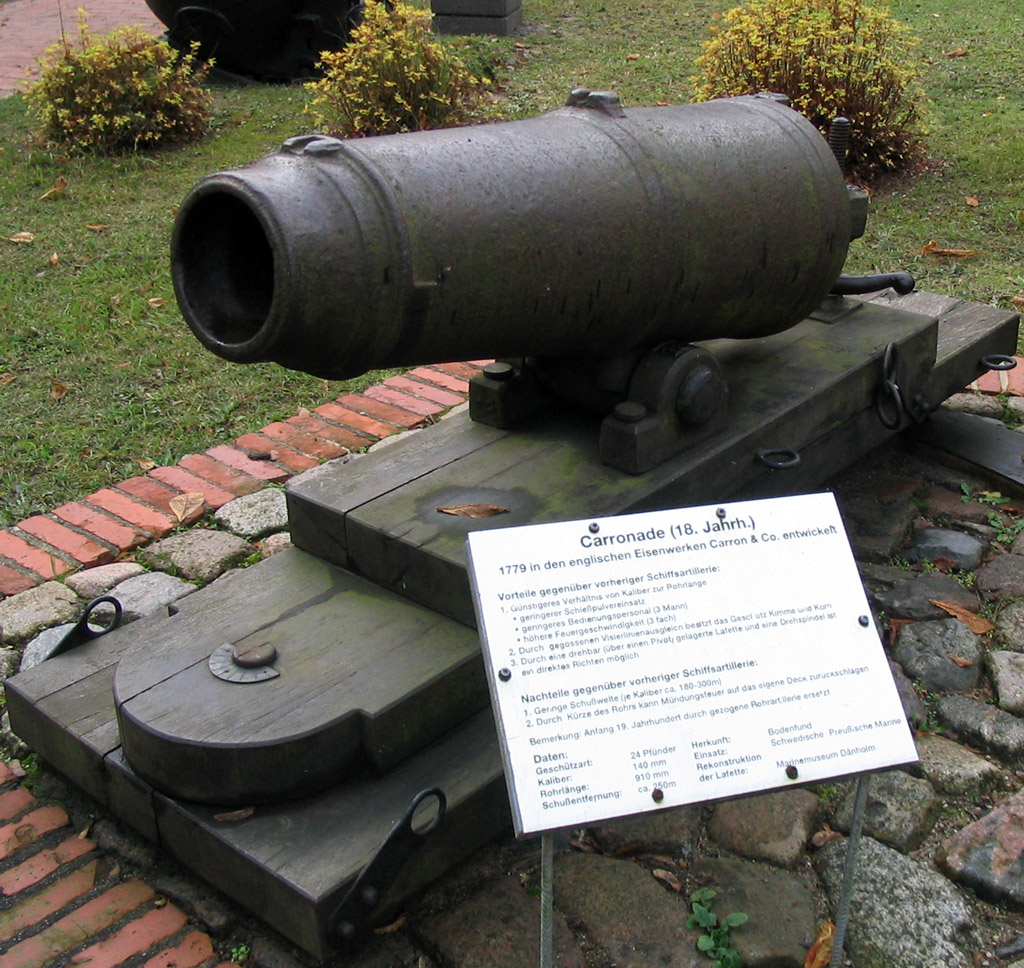
カロネード砲（1779年）

16世紀には鋳造砲（cast gun）が急速に進歩した。これは青銅または黄銅を素材として、砲身・薬室を一体化して鋳造するもので、火薬と弾丸の装填は砲口から行われた。この鋳造砲は、組立砲よりも大口径・大重量の弾丸にも対応可能で、砲身命数も大きかった。16世紀に実用化されたのち、鋳造砲はおよそ250年間にわたって大きな改良を受けることなく艦砲として用いられ、19世紀初頭まで海軍兵器の主役となった。
16世紀のイギリス海軍では、艦砲を下記のように区分していた。
- 砲弾重量50ポンド (23 kg) - カノン砲
- 砲弾重量32ポンド (15 kg) - 半カノン砲
- 砲弾重量17–18ポンド (7.7–8.2 kg) - カルバリン砲
- 砲弾重量9–10ポンド (4.1–4.5 kg) - 半カルバリン砲（英語版）
- 砲弾重量5ポンド (2.3 kg) - セーカー砲
- 砲弾重量4ポンド (1.8 kg) - ミニオン砲（英語版）
- 砲弾重量2.5–3ポンド (1.1–1.4 kg) - ファルコン砲
- 砲弾重量1.25–2ポンド (0.57–0.91 kg) - ファルコネット砲
- 砲弾重量0.5–1ポンド (0.23–0.45 kg) - ロビネット砲

一般に艦砲として多用されたのは半カルバリン砲以上のもので、1588年のアルマダの海戦の際にイギリス艦隊が搭載していた砲の95パーセントがカルバリン砲であった。カルバリン砲の場合、最大射程は約2キロあったものの、これは盲撃ちの状態の数値であり、狙い撃ちができる射距離は300メートル程度に限られた。これは船体の動揺によって厳密な照準が難しくなるためで、実戦においては、イギリス海軍の提督たちは「50ヤード (46 m)以内」や「敵艦に乗り込めるくらいの近距離」での発射を指令していた。
当時の大砲は、船体というよりはマストや索具の破壊や、これに伴って生じた破片による人員の殺傷を目的としており、カルバリン砲程度では船体を打ち破ることも難しかった。これに対し、イギリス陸軍のメルヴィル将軍の着想をもとにカロン社が開発したカロネード砲では、砲身を短縮して口径を拡大し、弾丸と砲の口径との遊隙をできるだけ小さくした構造を採用しており、射程を妥協しつつ、破壊力の増大を実現した。イギリス海軍では同砲を1780年に採用し、1782年より、艦長が希望した場合に搭載できることとした。
18世紀末には榴弾を発射する臼砲の艦載化も試みられたが、これは取り付け部分を特に強化する必要があったことから、専用の艦（臼砲艦）で運用された。

### 後装式ライフル砲と重砲化 (19・20世紀)

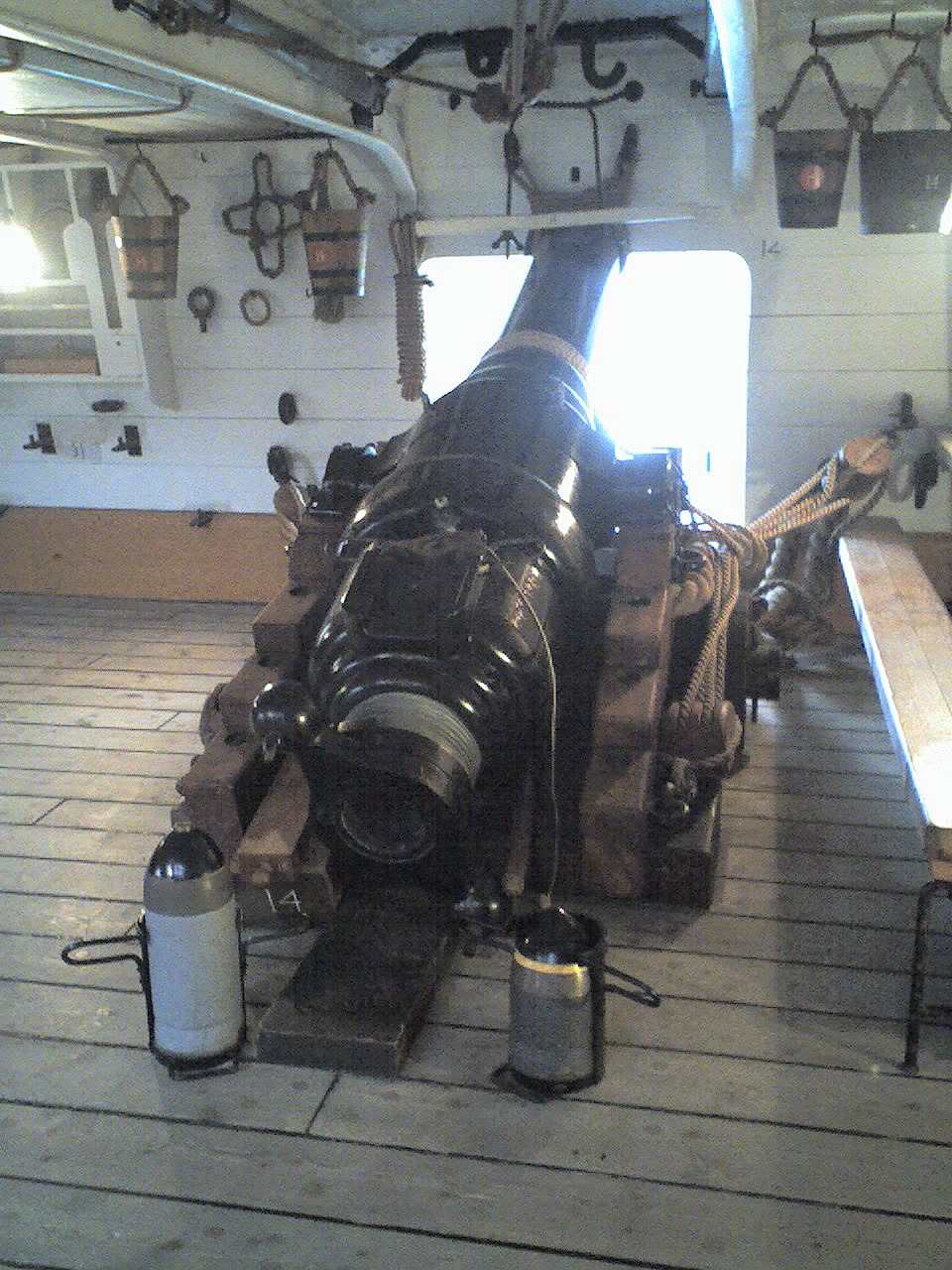
砲車に架されたアームストロング砲のレプリカ

1855年、ウィリアム・アームストロングは後装式ライフル砲という新しいタイプの大砲を製作、以後も順次に開発を進めており、1859年、イギリスの造兵委員会は、このアームストロング砲を艦砲として採用することを決定した。しかし同砲には、尾栓の開放不良や、特に大口径砲では操砲困難となる問題があり、またこの時点では装甲貫徹力や照準精度も前装式より劣っていた。当時、装甲艦の登場に伴って対艦兵器の貫徹力が重視されるようになり、砲の大口径化・大重量化が進んでいたことから、これは重大な問題であった。
このことから、イギリスにおいてはアームストロング砲と前装砲の折衷案にあたる前装式ライフル砲が誕生し、1864年にはこれが艦砲として採用されることになった。一方、プロイセン王国やフランスでは後装式のままで重砲化を進めたほか、イギリス海軍も、1879年には再び後装砲の装備へと転換した。これは尾栓の設計改良によって後装砲の実用性が向上したことや、貫徹力向上の要求および装薬（発射薬）の進歩によって長砲身化が進み、前装砲への装填作業などが非実用的になったことによる決定であった。また重砲化によって射程と破壊力が向上した一方で発射速度や旋回・俯仰速度が低下し、当時登場し始めていた水雷艇との交戦が困難になっていることも問題視され、主砲としての重砲のほかに、中・小口径の後装式ライフル砲である速射砲も用いられるようになった。

砲塔の仕組み

重砲化は、砲の装備形式にも変革をもたらした。従来、艦砲は木製の砲車に架されており、発射時の反動は、支持索に取り付いた砲員の人力で抑止されていたが、重砲化とともにこの方法は限界を迎えたことから、1870年頃より、重力や水圧、空気圧を用いた駐退機が登場し始めた。また帆船の時代には、艦砲は操帆を妨げないように多数の舷側砲として搭載されていたのに対して、砲の大型化とともに、重量やコストを抑制するため比較的少数の重砲を搭載する方向となったことから、その少数の砲の射界を極力広くとるために砲塔が用いられるようになった。更に重砲化が進むと、砲の旋回・俯仰や装薬・砲弾の装填などを人力で行うことはもはや不可能となり、機力が用いられるようになったため、これらの動力装置と組み合わせるという面でも砲塔式が優れていた。
1890年代には数千メートルの射程をもつ長砲身の後装式重砲が実用化され、これを連装砲塔2基におさめて艦の前後に1基ずつ配置するのが標準的な戦艦とみなされた。また炸裂弾が導入されたこともあって、艦砲による破壊力は飛躍的に強化されたが、重砲化に伴って発射間隔が長くなって単位時間あたりの投射火力がかえって低下したことや、射程の延伸に見合った照準方法が間に合わなかったこと、また装甲の技術も発達したことから、皮肉にも、19世紀後半は、大砲の効果が大きく減殺された時代となった。
その後、1905年の日本海海戦において、艦砲の火力によって装甲艦をも撃破できることが実証され、また測距儀や射撃盤など各種装置の登場に伴う砲術の発達によりやっと重砲の破壊力を効果的に用いることができるようになると、より大口径・強力な砲を搭載できるように艦を大型化させるという大艦巨砲主義の時代が到来し、第一次世界大戦においてその成果が立証されることとなった。これを受けて、戦間期には各国ともに戦艦・巡洋戦艦など重砲搭載艦の増備を進めたものの、第二次世界大戦ではこれらの艦同士が重砲を撃ち交わすような決戦はついに生起せず、わずかに英独間・日米間の局地砲戦だけに終わり、大口径砲は主として対地射撃に用いられた。

### 対空兵器としての艦砲 (20世紀)

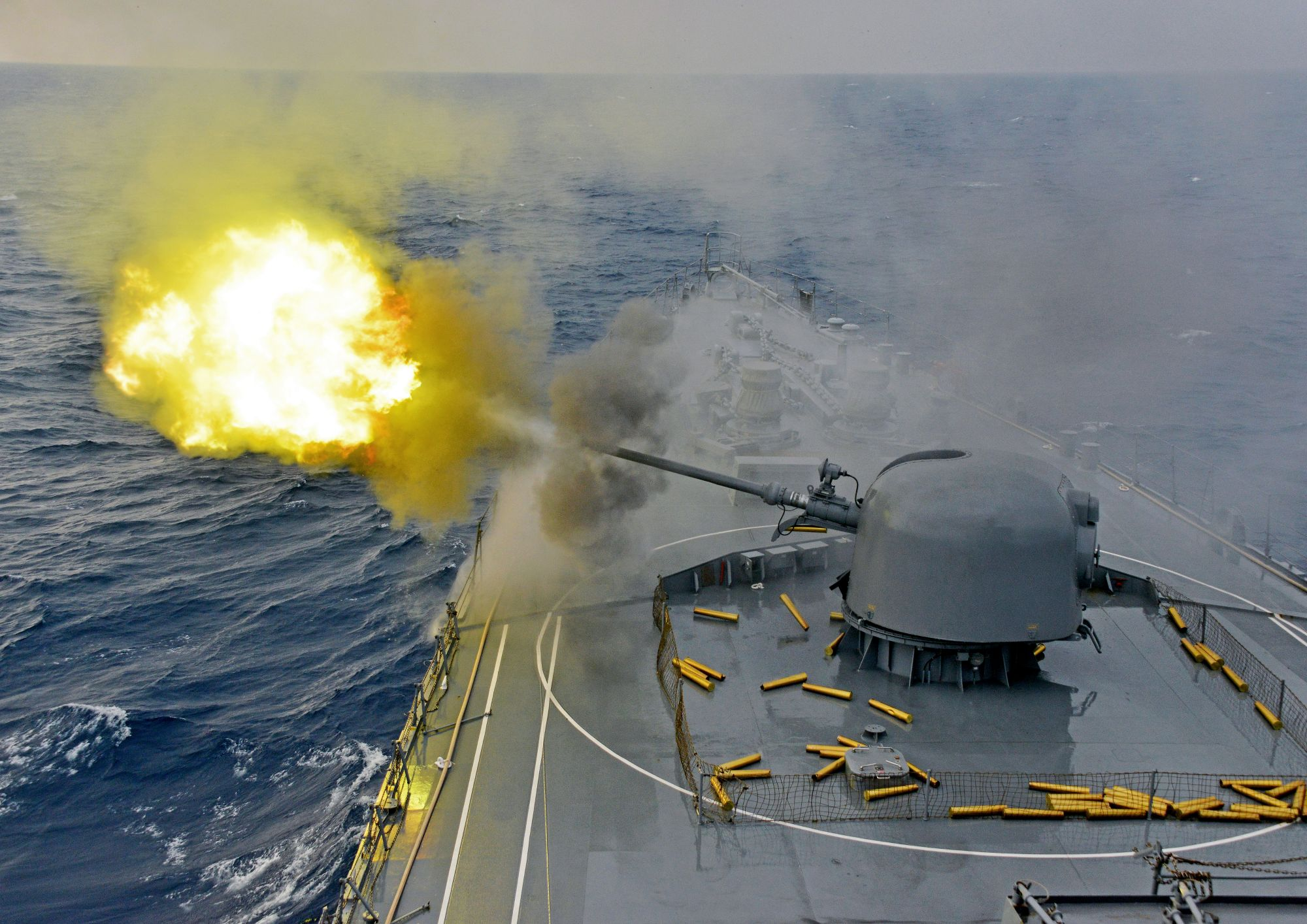
76mm単装速射砲。周囲には空薬莢が散乱している。

航空機の発達とともに、20世紀初頭には既に艦載対空兵器の必要性が認識されており、例えば1910年版の『ブラッセー海軍年鑑』ではヴィッカース社の3ポンド高角砲などを「対気球砲」（Anti-baloon guns）として紹介していた。しかしこの時点では、飛行船にしても飛行機にしても性能は極めて限定的であり、艦船に対する直接的な脅威としての将来的・潜在的な可能性は認識されていたものの、艦艇への急速な対空兵器の装備には結びつかなかった。航空機は第一次世界大戦で大規模に実戦投入されたものの、洋上での運用は限定的で、依然として真剣な脅威とはなかっていなかった。大戦中、各国の主要な艦艇には高角砲が搭載されたものの、いずれも3インチ砲クラスの単装高角砲2－4基が標準で、また射撃指揮についても特に措置が講じられることもなく、砲台ごとの各個射撃であった。
戦間期には、航空機の性能向上や航空母艦の登場に伴って、水上艦艇への対空兵器の装備も本格化した。機関砲のほかは3－4インチ級の高角砲が広く用いられていたが、アメリカ海軍では、1926年起工の重巡洋艦「ペンサコーラ」の副砲を25口径5インチ高角砲として両用化を実行、次に駆逐艦の主砲として38口径5インチ両用砲を開発、戦艦・巡洋艦や航空母艦の副砲としても広く搭載した。また1930年代からは、対空兵器にも専用の射撃指揮装置が装備され始めた。
第二次世界大戦において経空脅威は極めて急激に増大し、これに対抗するため、各国軍艦には各種機関砲・高角砲が次々に増備されるとともに、組織化も進められていった。また特に艦砲については、アメリカ海軍が1943年に近接信管（VT信管）を実戦投入すると、射弾の誤差をカバーできるようになり、有効弾を得る確率は従来の時計信管によるものより一桁上がったといわれている。
大戦後に航空機のジェット機への移行が進むと、経空脅威も、プロペラ機時代には多数の低速機によるものであったのに対し、比較的少数の高速機へと様相を変えていった。これに伴って短距離防空における機関砲の価値は低下し、VT信管に対応するとともに火器管制レーダーとも連動した3－5インチ砲クラスが対空兵器の主流となっていった。その後、対艦ミサイルの脅威が顕在化するとCIWSとして機関砲が復権したが、特にアメリカ海軍のようには艦対空ミサイル搭載艦をふんだんに保有できない海軍の場合、3－5インチ砲クラスの艦砲についても、全自動速射砲化によって対空射撃能力を向上させて、防空網の一端を担わせることとなった。一方、特に冷戦終結後にはマルチハザード化およびグローバル化に伴って任務の多様化が進んだことから、これらの艦砲は、対空射撃能力とともに対水上・対地能力を併せ持つ多用途性が求められるようにもなった。